# Tordo-eremita
O tordo-eremita (Catharus guttatus) é um tordo norte-americano de tamanho médio. Não tem parentesco muito próximo com as outras espécies migratórias norte-americanas de Catharus, mas sim com o tordo-de-bico-pardo. O nome específico guttatus significa “manchado” em latim, embora historicamente essa espécie tenha recebido 17 nomes adicionais de espécies ou subespécies de vários autores, agora todos tratados como sinônimos.

## Descrição
Essa espécie mede de 15 a 18 cm de comprimento, mede de 25 a 30 cm nas asas e pesa de 18 a 37 g. Entre as medidas padrão, a corda máxima da asa é de 7,8 a 11,1 cm, o bico é de 1,6 a 1,9 cm e o tarso é de 2,7 a 3,3 cm. É mais compacto e mais atarracado do que outros tordos Catharus da América do Norte, com asas relativamente mais longas. O tordo-eremita tem o padrão de asas inferiores branco-escuro-branco característico dos tordos Catharus. Os adultos são principalmente marrons nas partes superiores, com caudas avermelhadas. A parte inferior é branca com manchas escuras no peito e flancos cinzas ou marrons. Eles têm pernas rosadas e um anel ocular branco. As aves do leste são mais marrom-oliva nas partes superiores; as aves do oeste são mais marrom-acinzentadas.

## Comportamento
Os tordos-eremitas se reproduzem em florestas de coníferas ou mistas no Canadá, no sul do Alasca e no nordeste e oeste dos Estados Unidos. Eles fazem seus ninhos no chão ou relativamente baixos em uma árvore.
Embora a maioria dos tordos-eremitas migre para áreas de invernada no sul dos Estados Unidos e no sul da América Central, alguns permanecem nos estados da costa norte dos EUA e no sul de Ontário. A identificação dos tordos-manchados é simplificada pelo fato de que o tordo-eremita é o único tordo-manchado normalmente encontrado na América do Norte durante o inverno. Eles geralmente se reproduzem em florestas, mas às vezes passam o inverno em parques e bairros suburbanos arborizados.
Eles são errantes na Europa Ocidental e no nordeste da Ásia.
Eles buscam alimentos no chão da floresta, também em árvores ou arbustos, principalmente insetos e bagas.

## Canto
O canto do tordo-eremita foi descrito como “o melhor som da natureza” e é etéreo e semelhante a uma flauta, consistindo em uma nota inicial e, em seguida, várias frases musicais descendentes em um tom menor, repetidas em diferentes tons. Ele geralmente canta em um local alto e aberto. A análise das notas de seu canto indica que elas estão relacionadas por relações harmônicas de tons inteiros simples, como muitos tipos de música humana e diferente dos cantos de outros pássaros que foram examinados de forma semelhante.

## Na cultura
O tordo-eremita é o pássaro oficial do estado de Vermont.
Walt Whitman interpreta o tordo-eremita como um símbolo da voz americana, poética ou não, em sua elegia a Abraham Lincoln,  “When Lilacs Last in the Dooryard Bloom'd”, um dos textos fundamentais do cânone literário americano. “A Hermit Thrush" é o nome de um poema da poeta americana Amy Clampitt [en]. Um tordo-eremita aparece na quinta seção (“What the Thunder Said”) do poema de T. S. Eliot, The Waste Land.
A antiga banda canadense de indie-rock Thrush Hermit [en] adotou seu nome a partir de uma inversão do nome do pássaro. O nome também é compartilhado pelas bandas americanas Hermit Thrushes e Hermit Thrush.

## Galeria

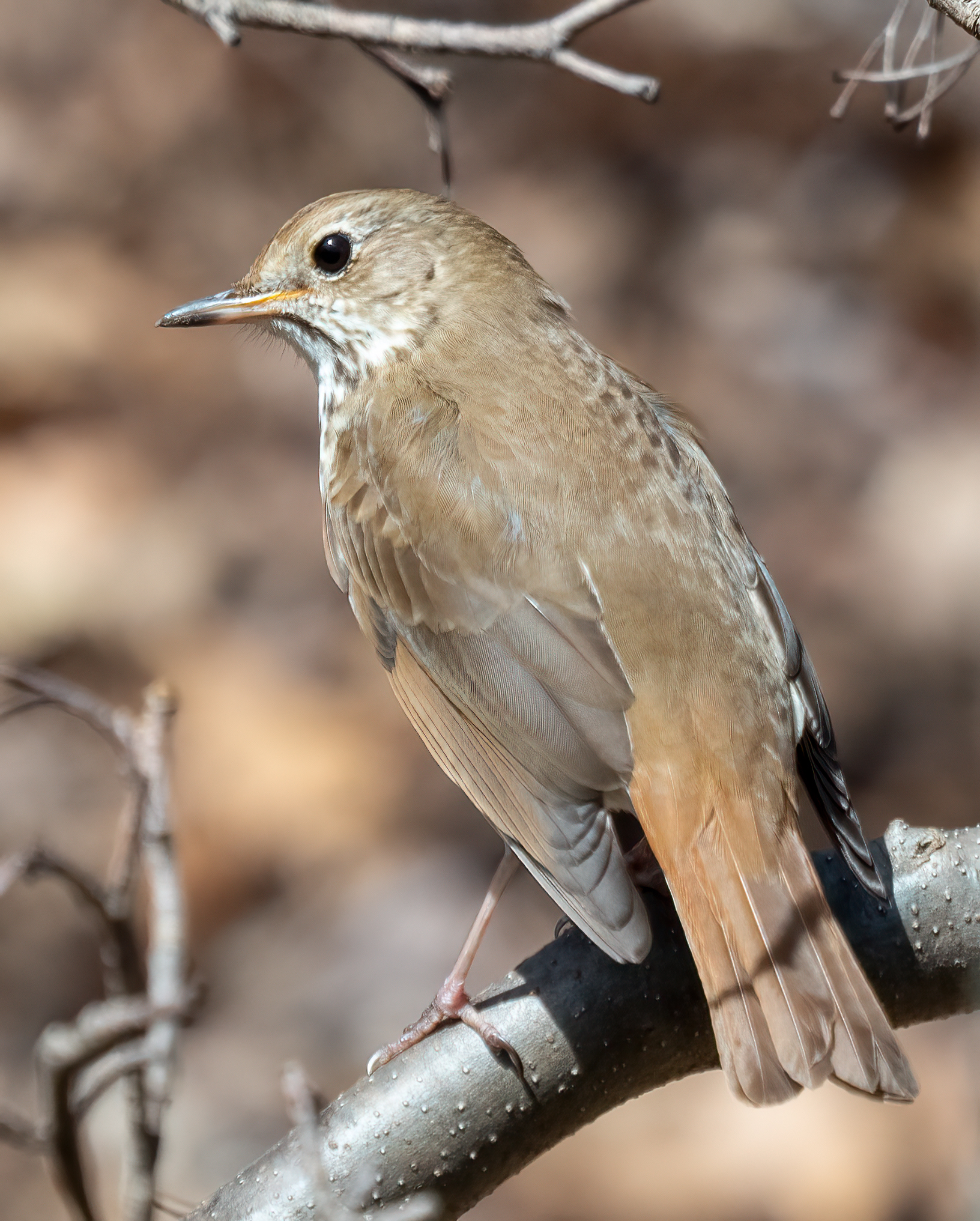
Adulto na cidade de Nova York, mostrando a cauda avermelhada.
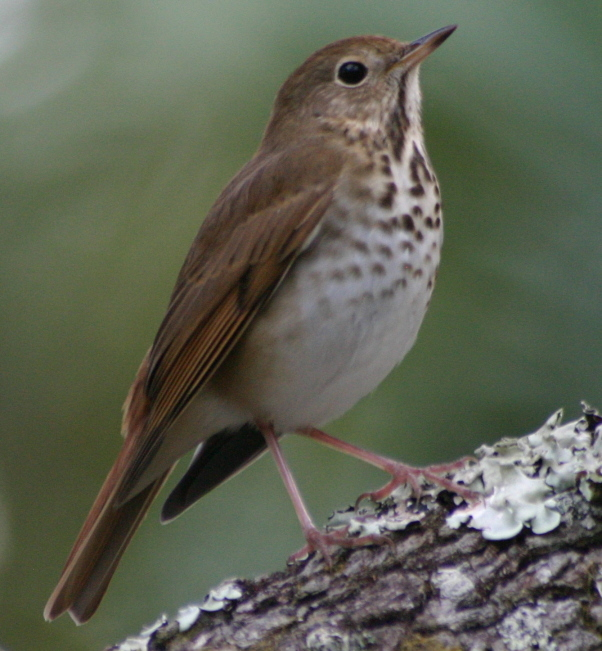
Floresta Nacional de Ocala [en], Flórida, 2008.
- Tordo-eremita cantando.
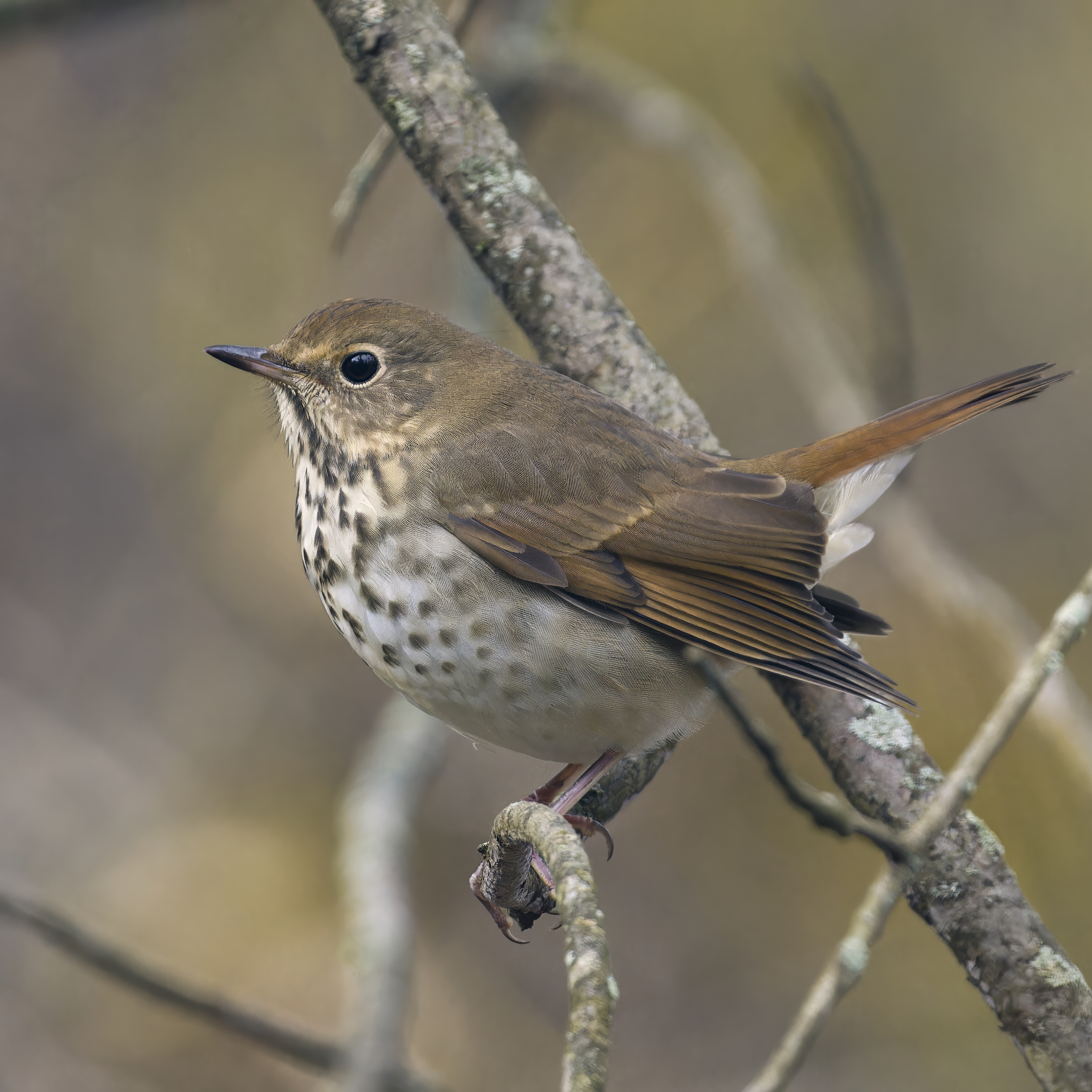
East Hartford, Connecticut.

## Literatura citada
- Winker, Kevin & Pruett, Christin L. (2006): "Seasonal migration, speciation, and morphological convergence in the avian genus Catharus (Turdidae)." Auk 123(4): 1052–1068. DOI: 10.1642/0004-8038 (2006)